# Great Western Steamship Company

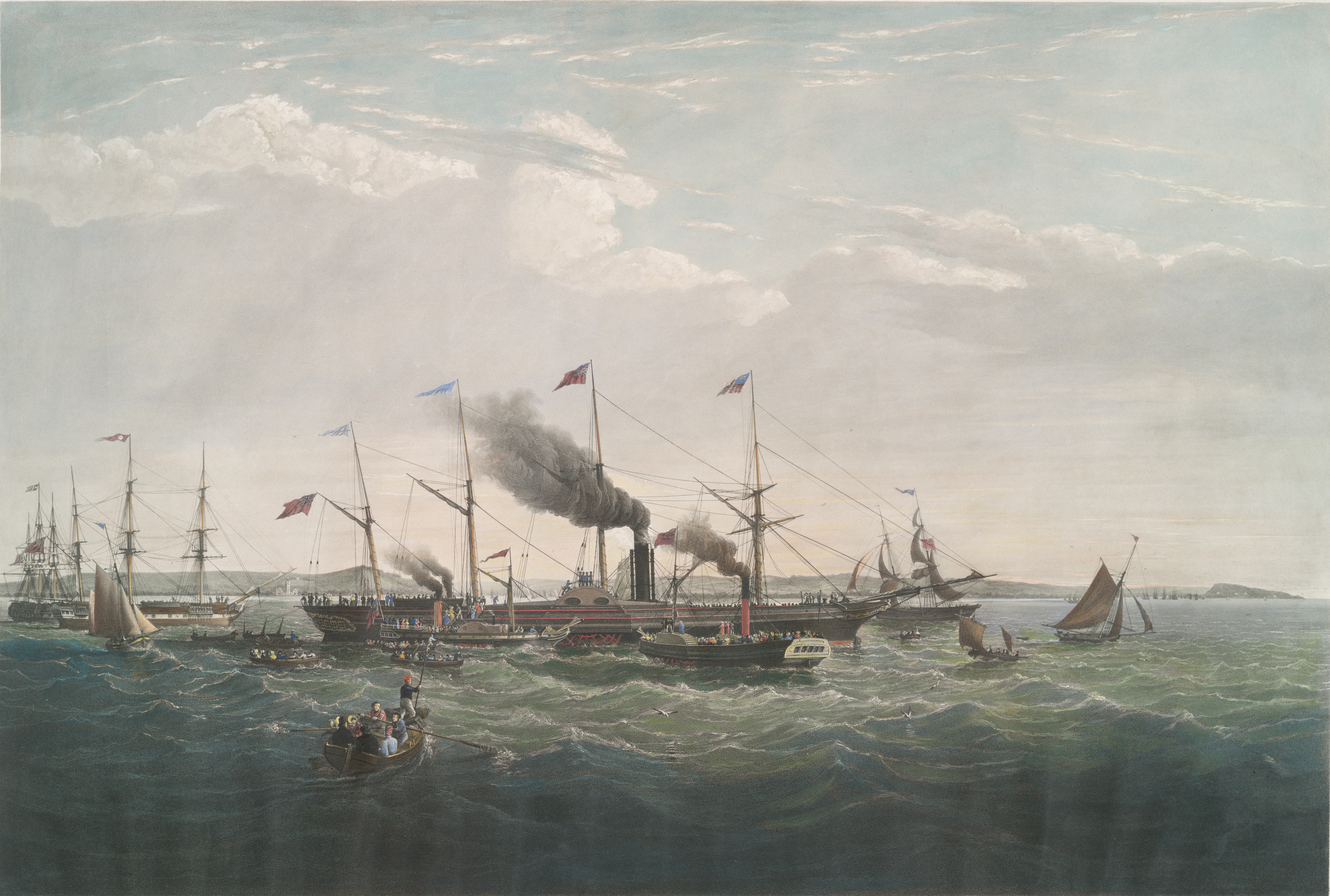
La Great Western nel suo viaggio inaugurale

La Great Western Steamship Company è stata una compagnia navale britannica che operò il primo servizio transatlantico di linea con navi a vapore
dal 1838 al 1846. La compagnia nacque come estensione della Great Western Railway per gestire il primo servizio di posta transatlantico 
sempre su navi a vapore. Nel 1839 tuttavia tale servizio venne affidato alla Cunard Line.
La prima nave della compagnia fu la SS Great Western che vinse più volte il Nastro Azzurro stabilendo vari record per il miglior tempo di attraversata dell'oceano fino al 1843. La Geat Western fece inoltre da modello per la RMS Britannia della Cunard e per le sue tre imbarcazioni
sorelle.
La seconda nave della compagnia, sempre a vapore, fu la SS Great Britain che fu considerata all'epoca un nuovo punto di riferimento per quel tipo
di imbarcazioni.
Sfortunatamente la compagnia collassò a causa del fallimento nell'ottenimento della gestione del servizio di posta transatlantico, inoltre la Great Britain si incagliò pochi mesi dopo il varo diventando per la compagnia una perdita totale.